# Тезимо
Тезимо (итал. Tesimo) је насеље у Италији у округу Болцано, региону Трентино-Јужни Тирол.
Према процени из 2011. у насељу је живело 628 становника. Насеље се налази на надморској висини од 636 м.

## Становништво
Према резултатима пописа становништва 2011. у општини је живело 1.854 становника.
| 1931. | 1936. | 1951. | 1961. | 1971. | 1981. | 1991. | 2001. | 2011. |
| ----- | ----- | ----- | ----- | ----- | ----- | ----- | ----- | ----- |
| 1.602 | 1.637 | 1.630 | 1.708 | 1.707 | 1.687 | 1.721 | 1.809 | 1.854 |